# Noisecreep
Noisecreep est un site web d'actualité orienté sur le heavy metal, basé aux États-Unis. Le site web est créé par AOL Music en mars 2009.

## Histoire
Noisecreep est le quatrième site web musical spécialisé appartenant à AOL, après le site de web de rock Spinner, le site web de musique country TheBoot, et le site de hip-hop TheBoomBox. Noisecreep fait également partie de la division d'édition MediaGlow d'AOL, créée en janvier 2009,.
Le site web publie des actualités musicales et des interviews présentées sous la forme d'un blog, en mettant l'accent sur les groupes de hard rock et de heavy metal moins connus. Selon Mike Rich, responsable du département divertissement d'AOL, « en ce moment, avec le heavy metal et le hard rock, à moins d'être AC/DC ou Metallica, on ne joue pas beaucoup. Ces groupes n'ont pas vraiment eu de grande plateforme pour dire « hé, nous sommes là, voici notre musique ». Noisecreep produit également un podcast vidéo appelé Creep Show qui présente des interviews de divers groupes de metal.
Le 26 avril 2013, Noisecreep est l'un des nombreux sites d'information musicale en ligne fermés par AOL Music. Le 2 juin 2013, AOL vend Noisecreep, The Boot et The Boombox à Townsquare Media. 